# 帰一算
帰一算（きいちざん）は算数の文章題の一種。のべ算とも呼ばれる。仕事算で特に、同じ仕事を同一人物が複数回仕事をする場合について扱う。

## 概要
- ある仕事を終えるのにかかる時間が異なる人が数人集まって共同作業をしたときに、仕事を終えるまでに要する時間はいくらかを求める問題。
- のべの数量を使って解いていく。
- これが「人」や「仕事」ではなかったり、負の仕事をするものが現れたりするなど、さまざまなバリエーションがある。

## 公式
全体の量÷のべの量＝単位となる量
これを用いて解く。

## 例題1
8日働いて90000円もらえる人が、25日働くといくらもらえますか。

### 解法
- 90000÷8＝11250（円）……1日分の給料
- 25日は1日の25倍であるから、25日分の給料は1日分の給料を25倍する。
- 11250×25＝281250（円）……25日分の給料
- 答え：281250円

### 別解
- 8:90000＝25:□
- □＝281250
- 答え：281250円

## 例題2
作業員が5人で4日働いて合計180000円もらいました。作業員10人が20日間働くと合計いくらになりますか。ただし、作業員の給料は全員同じとします。

### 解法
- 5×4＝20（人）……働いたのべ人数
- 180000÷20＝9000（円）……1人1日あたりの給料
- 9000×（10×20）＝1800000（円）……10人が20日間働いたときの給料
- 答え：1800000円

### 別解
- 180000：□＝（5×4）：（10×20）とおける。
- □＝1800000
- 答え：1800000円